# Громов, Борис Фёдорович (машинист)
Борис Фёдорович Громов (род. 23 ноября 1927) — машинист локомотива, Заслуженный работник транспорта Российской Федерации, Почётный железнодорожник, Лучший машинист сети дорог СССР.

## Биография
В 1942—1947 гг. — участник трудового фронта. С мая 1948 г. работал в локомотивном депо станции Вологда — машинистом (с 1951 г.), старшим машинистом (по 1988 г.).
В 1971—1994 гг. избирался депутатом Вологодского городского Совета депутатов трудящихся, народным депутатом СССР.
С 1987 г. возглавлял Вологодское городское отделение Всероссийской общественной организации ветеранов (пенсионеров) войны, труда, Вооружённых сил и правоохранительных органов; в 2012 г. состоит членом Вологодского областного совета ветеранов. Состоял в комитете защиты мира.

## Награды и признание
- Орден Ленина
- Орден Октябрьской Революции
- Орден Трудового Красного Знамени
- медаль «За доблестный труд»
- медаль «Ветеран труда»
- Заслуженный работник транспорта Российской Федерации (1980)
- Почётный железнодорожник
- Почётный гражданин города Вологды — за выдающиеся заслуги в области развития науки, хозяйства, культуры и в связи с празднованием дня основания города Вологды (решение Исполнительного Комитета Вологодского городского Совета депутатов трудящихся от 22.09.64 № 357)
- Занесение имени Б. Ф. Громова на областную Доску Почёта — за высокие производственные показатели (1966, 1968, 1969)
- Знак областного совета ветеранов «Почётный ветеран Вологодской области»[3].

## Интересные факты
Звание «Почётный гражданин города Вологды» учреждено (возрождено) исполкомом городского Совета депутатов трудящихся в 1964 г. Б. Ф. Громов был в числе первых семи человек (члены РСДРП(б) с 1917 г. А. В. Вагенгейм и Г. М. Шаршавин; ветеран труда завода «Северный коммунар» П. А. Варламов; Генеральный авиаконструктор СССР С. В. Ильюшин; заслуженный врач РСФСР В. В. Лебедев; заслуженный учитель школы РСФСР В. А. Маклакова), удостоенных этого звания, и является самым молодым вологжанином, которому было присвоено звание Почётный гражданин города (на момент присвоения звания ему было 37 лет).